# ハルビン環状高速道路

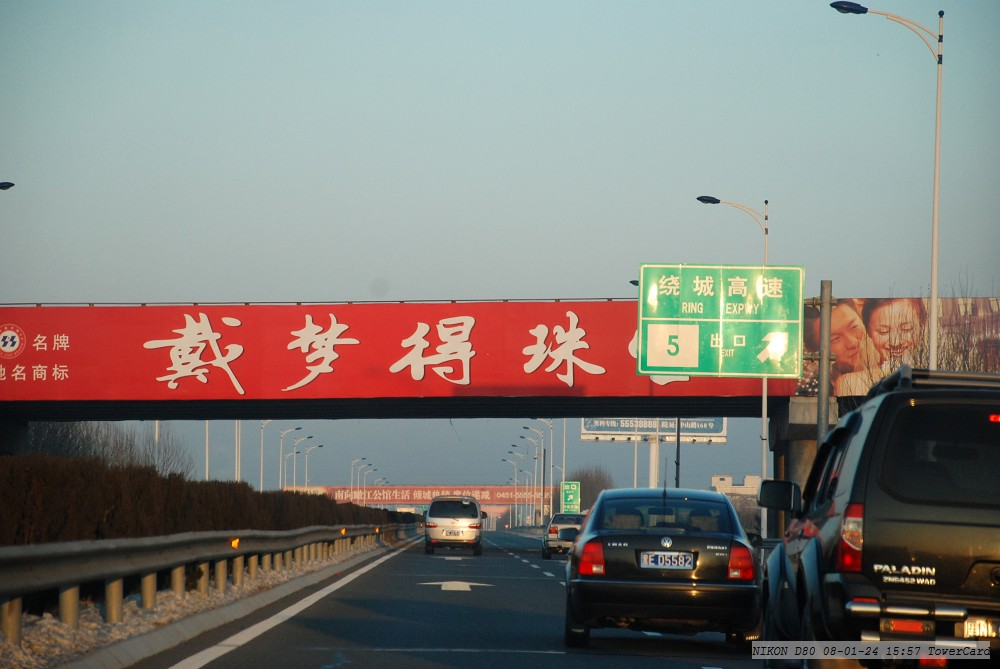
ハルビン飛行場高速道路でハルビン環状高速道路への出口

ハルビン環状高速道路（ハルビンかんじょうこうそくどうろ、中国語: 哈尔滨绕城高速公路）は中国東北部の黒龍江省の省都・ハルビン市の近郊を回る高速環状道路である。全長92キロメートルで、1998年に建設を始め、2009年10月に全線完成した。国家道路番号はG1001で、G10綏満高速道路の支線扱いである。

## 建設の歴史
この環状高速道路は三部分に分かれていて、西方面、南方面、東北方面である。ハルビン太平国際空港に近い西方面は2001年に、次に南方面は2004年に、最後に東北方面は2009年に使用を始めている。

## 接続
ハルビン環状高速道路には京哈高速道路、綏満高速道路、鶴哈高速道路、哈同高速道路（哈同高速公路）、G222国道（222国道）などの主要道路に接続している。アジアハイウェイ33号線は、哈同高速道路とこの環状道路を起点として西へ向かう。

## 参照項目
- 中国の高速道路